# Gerhard Wolf (Schriftsteller)

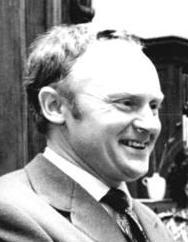
Gerhard Wolf im Jahr 1974

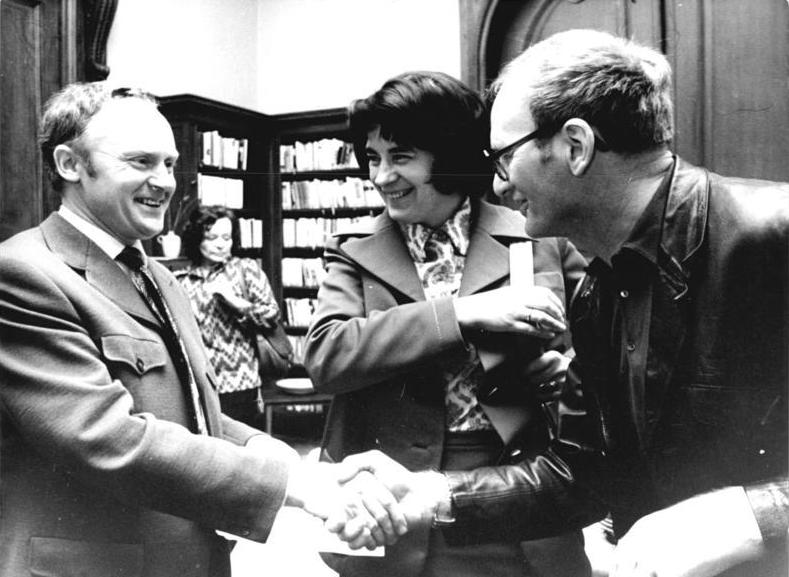
Gerhard Wolf (links) erhält Gratulationen von seiner Frau Christa Wolf und von Hermann Kant nach der Verleihung des Heinrich-Mann-Preises, 26. März 1974

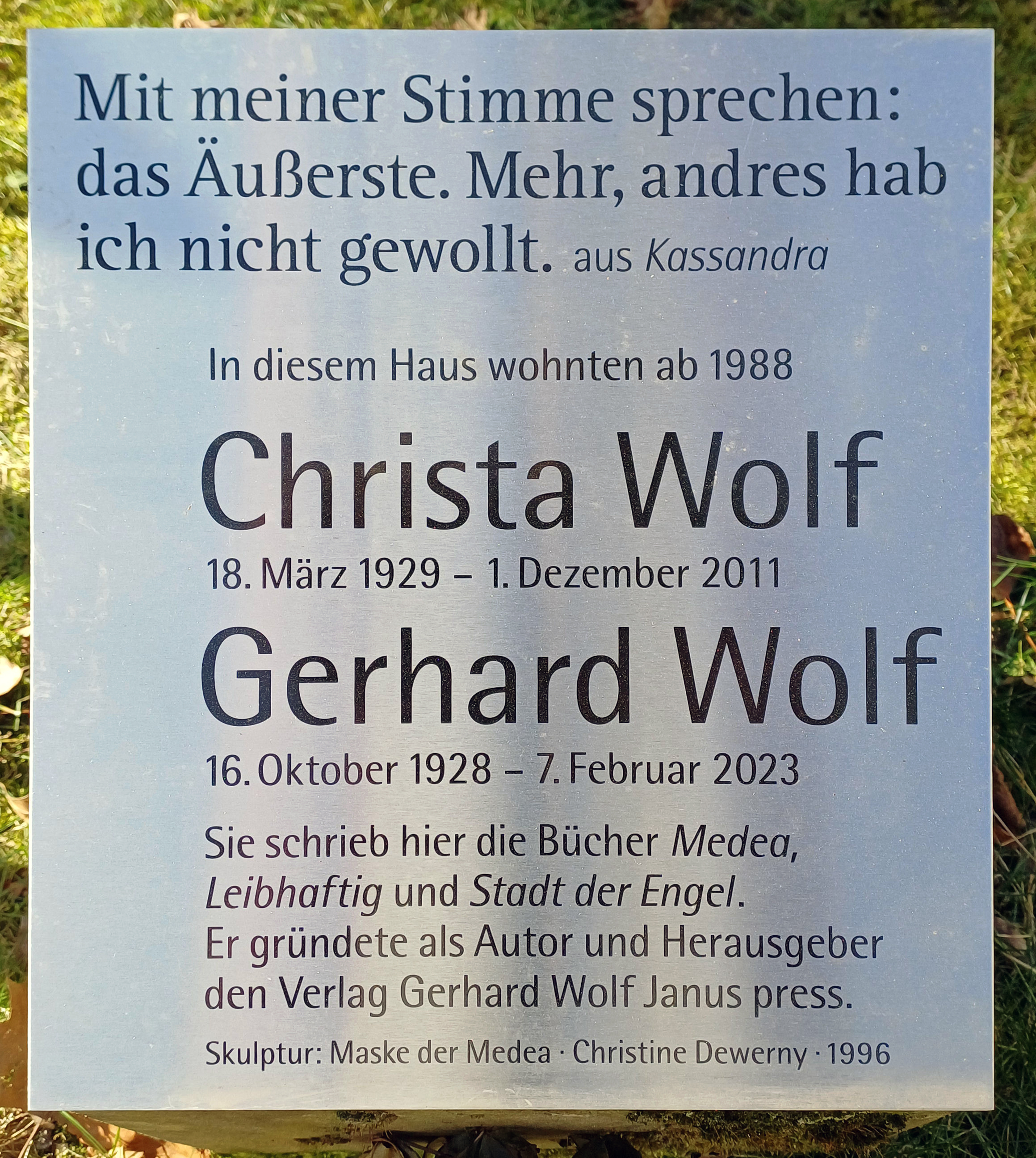
Gedenktafel vor dem Haus, Amalienpark 7, in Berlin-Pankow

Gerhard Wolf (* 16. Oktober 1928 in Bad Frankenhausen (Kyffh.); † 7. Februar 2023 in Berlin) war ein deutscher Schriftsteller, Verlagslektor und Verleger.

## Leben
Gerhard Wolf war der Sohn eines Buchhalters. Seine Mutter starb, als er zehn Jahre alt war. Er besuchte das Gymnasium in seiner Heimatstadt Bad Frankenhausen. 1944/1945 wurde er als Flakhelfer eingesetzt und geriet in amerikanische Kriegsgefangenschaft. Nach seiner Entlassung legte er 1947 seine Reifeprüfung ab. Von 1947 bis 1949 war er Oberschulhelfer und Neulehrer in Schlotheim (Thüringen). Von 1949 bis 1951 studierte er Germanistik und Geschichte an der Universität Jena. 1951 heiratete er Christa Wolf. Von 1951 bis 1953 war er als Rundfunkredakteur in Leipzig und Berlin tätig. Von 1953 bis 1956 setzte er an der Humboldt-Universität in Berlin sein Studium fort, das er mit dem Grad eines Diplom-Germanisten abschloss. Seit 1957 war er Schriftsteller.
Gerhard Wolf wirkte in den folgenden Jahren als Essayist, Kritiker und Autor von Filmdrehbüchern, vor allem jedoch als Lektor des Mitteldeutschen Verlags und in den 1960er Jahren als Herausgeber und Förderer der jüngeren DDR-Lyrikergeneration. Er war immer ein großer Verehrer von Rilke. Ab 1969 war er Objekt der Beobachtung durch das Ministerium für Staatssicherheit. Gerhard Wolf schrieb das Libretto zur Oper für Schauspieler Litauische Claviere von Rainer Kunad nach dem gleichnamigen Roman von Johannes Bobrowski. Das Werk wurde 1976 im Schauspielhaus Dresden unter der Regie von Klaus Dieter Kirst uraufgeführt.
Im Jahre 1976 gehörte er zu den Unterzeichnern der Resolution, mit der DDR-Kulturschaffende gegen die Ausbürgerung Wolf Biermanns protestierten, woraufhin Wolf aus der SED, der er seit 1946 angehört hatte, ausgeschlossen wurde. In den 1980er Jahren gab er gemeinsam mit Günter de Bruyn die Reihe Märkischer Dichtergarten heraus, die eine wichtige Rolle bei der Neurezeption der deutschen Romantik in der DDR spielte. Von 1988 bis 1991 erschienen in der von Wolf betreuten Serie Außer der Reihe die Werke zahlreicher Autoren der im Berliner Bezirk Prenzlauer Berg ansässigen Gruppe von Lyrikern und DDR-Dissidenten. 1991 gründete Wolf den Verlag Gerhard Wolf Janus Press. Er lebte in Berlin.
Gerhard Wolf war seit 1957 Mitglied des Schriftstellerverbandes der DDR und ab 1973 des PEN-Zentrums der DDR. Bis zu seinem Tod war er Mitglied im PEN-Zentrum Deutschland. 2003 wurde er zum Ehrenmitglied der Sächsischen Akademie der Künste gewählt. Er erhielt 1974 den Heinrich-Mann-Preis und 1994 (gemeinsam mit Christa Wolf) die Rahel-Varnhagen-von-Ense-Medaille des Landes Berlin.

## Werke
- Der Menschheit Träumer und Soldat Louis Fürnberg. Weimar 1959.
- Sagen wird man über unsere Tage. Halle (Saale) 1959. (zusammen mit Klaus Marschke)
- Fragen des lyrischen Schaffens. Halle (Saale) 1960. (zusammen mit Reiner Kunze und Klaus Pfützner)
- Der Dichter Louis Fürnberg. Berlin 1961.
- Deutsche Lyrik nach 1945. Berlin 1964.
- Fräulein Schmetterling Drehbuch für Film von Kurt Barthel, 1965 (mit Christa Wolf)
- Johannes Bobrowski. Berlin 1967.
- Beschreibung eines Zimmers. Berlin 1971.
- Der arme Hölderlin. Berlin 1972.
- Till Eulenspiegel. Berlin u. a. 1973 (zusammen mit Christa Wolf)
- Albert Ebert – wie ein Leben gemalt wird. Berlin 1974 (zusammen mit Albert Ebert)
- Elena Liessner-Blomberg oder Die Geschichte vom Blauen Vogel. Berlin 1978
- Im deutschen Dichtergarten. Eutin 1982.
- Im deutschen Dichtergarten. Darmstadt u. a. 1985.
- Ins Ungebundene gehet eine Sehnsucht. Berlin u. a. 1985 (zusammen mit Christa Wolf)
- Wortlaut, Wortbruch, Wortlust. Leipzig 1988.
- Sprachblätter, Wortwechsel. Leipzig 1992.
- Unsere Freunde, die Maler. Berlin 1995 (zusammen mit Christa Wolf)
- Herzenssache. Memorial – unvergessliche Begegnungen, Aufbau-Verlag, Berlin 2020, ISBN 978-3-351-03839-7

## Herausgeberschaft
- Louis Fürnberg: Echo von links. Berlin 1959 (herausgegeben zusammen mit Lotte Fürnberg)
- Sputnik contra Bombe. Berlin 1959.
- Wir, unsere Zeit. Berlin 1959 (herausgegeben zusammen mit Christa Wolf)
- Ein Lied, ein gutes Wort. Berlin 1960.
- Bekanntschaft mit uns selbst. Halle 1961.
- Louis Fürnberg: Gedichte. Leipzig 1962. (herausgegeben zusammen mit Lotte Fürnberg)
- Louis Fürnberg: Der Urlaub. Berlin 1962. (herausgegeben zusammen mit Lotte Fürnberg)
- Louis Fürnberg: Gesammelte Werke. Berlin u. a. (herausgegeben zusammen mit Lotte Fürnberg)
  - 1. Gedichte 1927–1946. 1964.
  - 2. Gedichte 1946–1957. 1965.
  - 3. Prosa I. 1967.
  - 4. Prosa II, Stücke. 1968.
  - 5. Reden, Aufsätze. 1971.
  - 6. Reden, Aufsätze. 1973.
- Sonnenpferde und Astronauten. Halle (Saale) 1964.
- 79 Songs & Chansons. Berlin 1966. (herausgegeben zusammen mit Klaus-Dieter Sommer)
- Erich Arendt: Gedichte. Leipzig 1973.
- Dichtung ist deine Welt. Halle (Saale) 1973.
- Georg Maurer: Unterm Maulbeerbaum. Leipzig 1977.
- Louis Fürnberg: Der Briefwechsel zwischen Louis Fürnberg und Arnold Zweig. Berlin u. a. 1978. (herausgegeben zusammen mit Rosemarie Poschmann)
- Georg Maurers immerwährender Dreistrophenkalender umrahmt mit Bildern von zwölf Künstlern. Mitteldeutscher Verlag Halle-Leipzig 1979
- Erich Arendt: Starrend von Zeit und Helle. Leipzig 1980
- Heinrich Heine: Heine in Berlin. Berlin 1980 (Märkischer Dichtergarten)
- Anna Luise Karsch: O, mir entwischt nicht, was die Menschen fühlen. Berlin 1981 (Märkischer Dichtergarten)
- Ewald Christian von Kleist: Ihn foltert Schwermut, weil er lebt. Berlin 1982 (Märkischer Dichtergarten)
- Walter Werner: Das Gras hält meinen Schatten. Halle u. a. 1982
- Achim von Arnim: Mir ist zu licht zum Schlafen. Berlin 1983 (Märkischer Dichtergarten)
- Bettina von Arnim: Die Sehnsucht hat allemal Recht. Berlin 1984 (Märkischer Dichtergarten)
- Gotthold Ephraim Lessing: Die Ehre hat mich nie gesucht. Berlin 1985 (Märkischer Dichtergarten)
- Hanns Cibulka: Losgesprochen. Leipzig 1986
- Fanny Lewald: Freiheit des Herzens. Berlin 1987 (Märkischer Dichtergarten)
- Georg Maurer: Immerwährender Dreistrophenkalender. Halle u. a. 1988
- Rückwärts gehn die Krebse gern, vorwärts eilt die Zeit: Berliner Biedermeier in Vers und Prosa, Berlin 1988 (Märkischer Dichtergarten)
- Stefan Döring: Heutmorgestern. Berlin 1989.
- Sarah Kirsch: Die Flut. Berlin u. a. 1989.
- Die andere Sprache. München 1990 (herausgegeben zusammen mit Heinz Ludwig Arnold)
- Thomas Brasch: Drei Wünsche, sagte der Golem. Leipzig 1990.
- Reinhard Jirgl: Mutter-Vater-Roman. Berlin u. a. 1990.
- Peter Brasch: Rückblenden an Morgen. Berlin u. a. 1991.
- Dieter Kraft: Traumhaft. Berlin 1991.
- Ines Eck: Steppenwolfidyllen Berlin 1991.
- Erich Arendt: Sämtliche Gedichte. Aachen.
  - Ägäis. 1995.
  - Tolú. 1997.
  - Entgrenzen. 2005.
- Raja Lubinetzki: Der Tag – ein Funke. Berlin 2001.
- Christa Wolf: Ein Tag im Jahr im neuen Jahrhundert. 2001–2011. Suhrkamp, Berlin 2013, ISBN 978-3-518-42360-8.

mit Thomas Grimm: Christa Wolf: Umbrüche und Wendezeiten. Suhrkamp Taschenbuch, Berlin 2019, ISBN 978-3-518-46962-0.